# Irasburg (Vermont)
Irasburg est une ville américaine située dans le Comté d'Orleans, dans le Vermont. Selon le recensement de 2020, sa population est de 1 233 habitants.

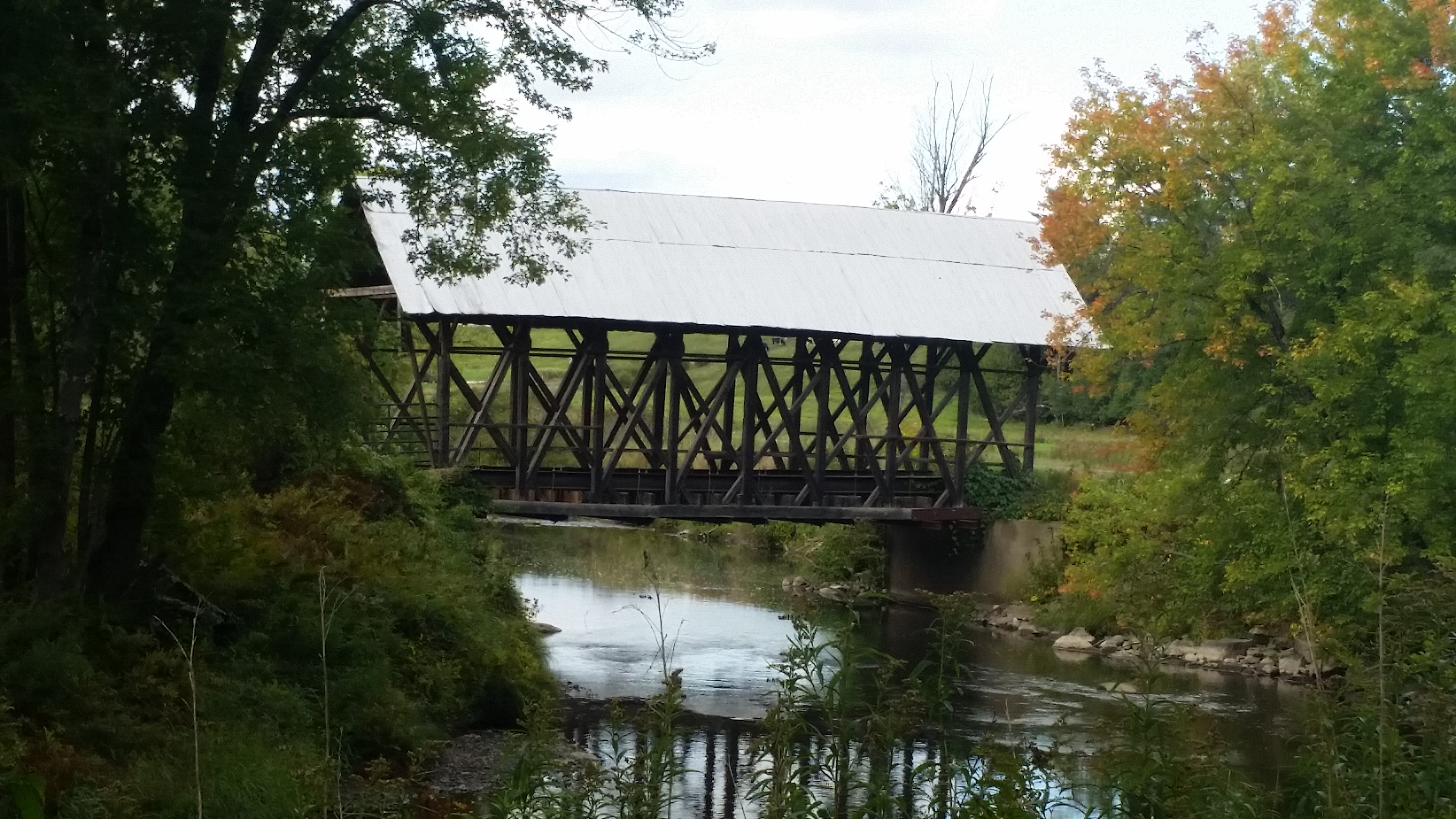
Pont couvert de Lord's Creek à Irasburg